# Defected Records
Defected Records Ltd., normalmente conhecida na indústria musical simplesmente como Defected é uma gravadora com sede em Londres especializada em  House. Foi fundada em 1998 por Simon Dunmore e Janet Bell (antigos executivos na gravadora AM PM Records). Defected possui três selos: ITH Records (especializada em compilações mixadas), Fluential Records (criada para promover novos artistas) e Spectrum Records (criada em 2001, mas que fechou as portas no ano seguinte), além de diversos selos com parentesco.
O primeiro single da Defected foi "Can't Get Enough" do Soulsearcher. Desde então, o selo britânico já lançou mais de 200 singles. Não se importando em assinar contratos com novos artistas, Defected  normalmente lança faixas específicas de projetos específicos. Nomes que já lançaram singles pela Defected incluem Bob Sinclar, Junior Jack, ATFC, Sandy Rivera, Kris Menace, Ame e Masters At Work. Muitos singles também são lançados em CD depois de alcançar sucesso em formato  vinil 12" nos clubes. Devido sua popularidade em quase todos lançamentos, Defected tem sido elogiada por seu senso de negócio e criticada por ser considerada muito comercial.
Mesmo não sendo seu foco, a Defected também lança álbuns. Martin Solveig, Kings of Tomorrow e Africanism All Stars estão entre os poucos projetos a terem álbuns lançados em CD e vinil. Defected é melhor conhecida entre os compradores por suas séries de coletâneas incluindo Defected Sessions, Soulheaven Presents e ...In The House. Todos esses CDs de compilações são mixados por DJs famosos. Entre os que já mixaram essas coletâneas estão Joey Negro, DJ Gregory, Shapeshifters e o próprio dono da gravadora Simon Dunmore.
Dunmore também proporciona que os artistas criem seus próprios selos de gravação: M Records gerenciado por Michael Gray, membro do Full Intention e a Stealth Records dirigido por Roger Sanchez são alguns exemplos e operam completamente independente da Defected.